# Guo Shengtong
Kaiserin Guo Shengtong (chinesisch 郭聖通, Pinyin Guō Shéngtōng; * im 1. Jahrhundert in der Zhenjing-Kommandantur, Kaiserreich China; † 52 in der Pei-Kommandantur, Kaiserreich China) war eine Kaiserin der Han-Dynastie. Sie war die erste Kaiserin ihres Gemahls Liu Xiu, der als Kaiser Guangwu die Östliche Han-Dynastie begründete und so die gestürzte Westliche Han-Dynastie wiedererrichtete. Sie verlor später die Gunst des Kaisers und wurde im Jahre 41 abgesetzt. Danach wurden sie und ihre Familie jedoch weiterhin geachtet und geehrt.

## Familiärer Hintergrund
|                       |                       |                       |                       | Liu Pu † 7 v. Chr.    |                       |  |  |                       |                       |                       |                       |                       |                       |           |           |               |               |                    |                    |                            |                            |                            |                            |                            |                            |              |              |              |              |  |  |              |              |              |              |              |              |  |  |  |  |  |  |  |  |  |  |  |  |  |  |  |  |  |  |
|                       |                       |                       |                       |                       |                       |  |  |                       |                       |                       |                       |                       |                       |           |           |               |               |                    |                    |                            |                            |                            |                            |                            |                            |              |              |              |              |  |  |              |              |              |              |              |              |  |  |  |  |  |  |  |  |  |  |  |  |  |  |  |  |  |  |
|                       |                       |                       |                       |                       |                       |  |  |                       |                       |                       |                       |                       |                       |           |           |               |               |                    |                    |                            |                            |                            |                            |                            |                            |              |              |              |              |  |  |              |              |              |              |              |              |  |  |  |  |  |  |  |  |  |  |  |  |  |  |  |  |  |  |
| Liu Yang † 26 n. Chr. | Liu Yang † 26 n. Chr. | Liu Yang † 26 n. Chr. | Liu Yang † 26 n. Chr. | Liu Yang † 26 n. Chr. | Liu Yang † 26 n. Chr. |  |  | Frau Liu † 50 n. Chr. | Frau Liu † 50 n. Chr. | Frau Liu † 50 n. Chr. | Frau Liu † 50 n. Chr. | Frau Liu † 50 n. Chr. | Frau Liu † 50 n. Chr. |           |           |               |               |                    |                    | Guo Chang † vor 50 n. Chr. | Guo Chang † vor 50 n. Chr. | Guo Chang † vor 50 n. Chr. | Guo Chang † vor 50 n. Chr. | Guo Chang † vor 50 n. Chr. | Guo Chang † vor 50 n. Chr. |              |              |              |              |  |  |              |              |              |              |              |              |  |  |  |  |  |  |  |  |  |  |  |  |  |  |  |  |  |  |
| Liu Yang † 26 n. Chr. | Liu Yang † 26 n. Chr. | Liu Yang † 26 n. Chr. | Liu Yang † 26 n. Chr. | Liu Yang † 26 n. Chr. | Liu Yang † 26 n. Chr. |  |  | Frau Liu † 50 n. Chr. | Frau Liu † 50 n. Chr. | Frau Liu † 50 n. Chr. | Frau Liu † 50 n. Chr. | Frau Liu † 50 n. Chr. | Frau Liu † 50 n. Chr. |           |           |               |               |                    |                    | Guo Chang † vor 50 n. Chr. | Guo Chang † vor 50 n. Chr. | Guo Chang † vor 50 n. Chr. | Guo Chang † vor 50 n. Chr. | Guo Chang † vor 50 n. Chr. | Guo Chang † vor 50 n. Chr. |              |              |              |              |  |  |              |              |              |              |              |              |  |  |  |  |  |  |  |  |  |  |  |  |  |  |  |  |  |  |
|                       |                       |                       |                       |                       |                       |  |  |                       |                       |                       |                       |                       |                       |           |           |               |               |                    |                    |                            |                            |                            |                            |                            |                            |              |              |              |              |  |  |              |              |              |              |              |              |  |  |  |  |  |  |  |  |  |  |  |  |  |  |  |  |  |  |
|                       |                       |                       |                       |                       |                       |  |  |                       |                       |                       |                       |                       |                       |           |           |               |               |                    |                    |                            |                            |                            |                            |                            |                            |              |              |              |              |  |  |              |              |              |              |              |              |  |  |  |  |  |  |  |  |  |  |  |  |  |  |  |  |  |  |
| Liu De                | Liu De                | Liu De                | Liu De                | Liu De                | Liu De                |  |  |                       |                       | Guo Kuang             | Guo Kuang             | Guo Kuang             | Guo Kuang             | Guo Kuang | Guo Kuang |               |               | Guo Shengtong † 52 | Guo Shengtong † 52 | Guo Shengtong † 52         | Guo Shengtong † 52         | Guo Shengtong † 52         | Guo Shengtong † 52         |                            |                            |              |              |              |              |  |  |              |              |              |              |              |              |  |  |  |  |  |  |  |  |  |  |  |  |  |  |  |  |  |  |
| Liu De                | Liu De                | Liu De                | Liu De                | Liu De                | Liu De                |  |  |                       |                       | Guo Kuang             | Guo Kuang             | Guo Kuang             | Guo Kuang             | Guo Kuang | Guo Kuang |               |               | Guo Shengtong † 52 | Guo Shengtong † 52 | Guo Shengtong † 52         | Guo Shengtong † 52         | Guo Shengtong † 52         | Guo Shengtong † 52         |                            |                            |              |              |              |              |  |  |              |              |              |              |              |              |  |  |  |  |  |  |  |  |  |  |  |  |  |  |  |  |  |  |
|                       |                       |                       |                       |                       |                       |  |  |                       |                       |                       |                       |                       |                       |           |           |               |               |                    |                    |                            |                            |                            |                            |                            |                            |              |              |              |              |  |  |              |              |              |              |              |              |  |  |  |  |  |  |  |  |  |  |  |  |  |  |  |  |  |  |
| Liu Jiang 25–58       | Liu Jiang 25–58       | Liu Jiang 25–58       | Liu Jiang 25–58       | Liu Jiang 25–58       | Liu Jiang 25–58       |  |  | Liu Fu † 84           | Liu Fu † 84           | Liu Fu † 84           | Liu Fu † 84           | Liu Fu † 84           | Liu Fu † 84           |           |           | Liu Kang † 97 | Liu Kang † 97 | Liu Kang † 97      | Liu Kang † 97      | Liu Kang † 97              | Liu Kang † 97              |                            |                            | Liu Yán † 90               | Liu Yán † 90               | Liu Yán † 90 | Liu Yán † 90 | Liu Yán † 90 | Liu Yán † 90 |  |  | Liu Yǎn † 90 | Liu Yǎn † 90 | Liu Yǎn † 90 | Liu Yǎn † 90 | Liu Yǎn † 90 | Liu Yǎn † 90 |  |  |  |  |  |  |  |  |  |  |  |  |  |  |  |  |  |  |

Guo Shengtong entstammte einer wohlhabenden Familie. Ihr Vater Guo Chang war ein Großgrundbesitzer in der Zhending-Kommandantur (in etwa heutiges Shijiazhuang, Hebei). Ihre Mutter war eine Tochter von Liu Pu, dem Prinzen Gong von Zhending – ein erblicher Titel, der aus dem Kaiserhaus der Westlichen Han herrührte, denn Liu Pu war ein Nachkomme der 5. Generation von Kaiser Jing, und seine Tochter trug den Titel einer Hofdame. Nachdem Liu Pu, Guo Shengtongs Großvater mütterlicherseits, 7 v. Chr. gestorben war, erbte ihr Onkel Liu Yang (劉楊) den Titel und das Fürstentum. Als Wang Mang den Han-Thron an sich riss, wurde Liu Yang zum Fürsten degradiert und im nächsten Jahr zum Gemeinen.

## Heirat mit Liu Xiu
Gegen 23 war die Macht der Xin-Dynastie des Wang Mang geschwunden, und Liu Yang begann einen Aufstand, dem sich das Volk anschloss, denn Liu Yang hatte einst einen hohen Titel des rechtmäßigen Herrscherhauses getragen, den er nun wieder annahm. Er wurde in seinem Fürstentum und den nahen Kommandanturen zu einem örtlichen Machthaber, obgleich er sich nominell dem Kaiser Gengshi unterwarf. Als Wang Mang im selben Jahr behauptete, ein Sohn des Kaisers Cheng (mit dem Namen Liu Ziyu, 劉子輿) zu sein und sich gegen Kaiser Gengshi erhob, unterstützte ihn Liu Yang. Im Jahre 24 versuchte Liu Xiu, immer noch ein Beamter des Kaisers Gengshi, die Region zu befrieden. Er organisierte Gespräche mit Liu Yang und sie erreichten ein Bündnis, zu dessen Besiegelung Liu Xiu die Nichte des Liu Yang zur Frau nahm, Guo Shengtong.
Guo Shengtong wurde zur kaiserlichen Konkubine erhoben, nachdem sich Liu Xiu 25 zum Kaiser einer erneuerten Han-Dynastie erklärte (als Kaiser Guangwu). In diesem Jahr gebar sie ihm seinen ersten Sohn, Liu Jiang. Ihre Stellung änderte sich nicht, auch wenn ihr Onkel Liu Yang im Verdacht stand, einen Aufstand zu planen, und 26 getötet wurde. Kaiser Guangwu gestattete Liu Yangs Sohn Liu De (劉得) zwar, das Fürstentum Zhending zu erben, er setzte seinen Titel aber 37 zum Marquis herab.
Kaiser Guangwu dachte im Jahre 26 auch daran, eine Kaiserin zu erheben. Er bevorzugte seine erste Liebe, Yin Lihua, aber sie lehnte ab, weil sie bislang kinderlos geblieben war, und schlug ihm stattdessen Guo Shengtong vor. Der Kaiser erhob also Guo zur Kaiserin und ihren Sohn Jiang zum Kronprinzen.

## Als Kaiserin
Kaiserin Guo sollte von allen Kaiserinnen der Han-Dynastie (außer Yin Lihua) die meisten Prinzen gebären, denn sie schenkte fünf Söhnen das Leben. Mit den Jahren wuchs jedoch des Kaisers Gunst für Yin Lihua. Er beförderte zwar den Beamten Guo Kuang (郭況), den Bruder der Kaiserin, aber an seiner Kaiserin verlor er das Interesse. Sie beklagte sich oft darüber, bis der Kaiser es leid war und sie 41 absetzte. Die neue Kaiserin wurde Yin Lihua.

## Nach der Absetzung
Nachdem Kaiser Guangwu Guo Shengtong abgesetzt hatte, achtete und förderte er ihre Familie weiterhin. Ihr Bruder Guo Kuang, inzwischen Marquis, wurde mit einer großen Mark und soviel Reichtum beschenkt, dass die Einwohner von Luoyang sein Anwesen „die Goldmine“ nannten. Auch ihre Vettern Guo Jing (郭竟) und Guo Kuang (郭匡, nicht identisch mit dem vorigen) wurden für ihre Taten in der kaiserlichen Regierung zu Markgrafen ernannt, wie auch Chen Mao (陳茂), der Gemahl ihrer Cousine.
Im Jahre 44 wurde das Fürstentum des Prinzen Fu nach Pei verlegt, und Guo Shengtong ging mit ihm. Ihre Mutter starb 50, und der Kaiser nahm sich persönlich ihrer Bestattung an. Er ernannte Guo Chang, den Vater von Guo Shengtong, postum zum Marquis und ließ ihn mit seiner Gemahlin erneut bestatten.
Guo Shengtong starb zwei Jahre später und wurde in Ehren bestattet, aber nicht mit denen einer Kaiserin. Sie wurde auch nicht in Kaiser Guangwus späterem Grab bestattet.
| Vorgänger   | Amt                      | Nachfolger |
| ----------- | ------------------------ | ---------- |
| Shi von Xin | Kaiserin von China 26–41 | Yin Lihua  |

| Personendaten    | Personendaten                            |
| ---------------- | ---------------------------------------- |
| NAME             | Guo, Shengtong                           |
| ALTERNATIVNAMEN  | 郭聖通                                   |
| KURZBESCHREIBUNG | chinesische Kaiserin der Han-Dynastie    |
| GEBURTSDATUM     | 1. Jahrhundert                           |
| GEBURTSORT       | Zhenjing-Kommandantur, Kaiserreich China |
| STERBEDATUM      | 52                                       |
| STERBEORT        | Pei-Kommandantur, Kaiserreich China      |